# Il Giornale
il Giornale (dalla fondazione sino al 1983 il Giornale nuovo) è un quotidiano a diffusione nazionale fondato a Milano nel 1974, con una diffusione media di 28.933 copie a maggio 2023.
Fu fondato da Indro Montanelli (1909-2001), che lo diresse ininterrottamente fino al 1994, dandogli un orientamento liberale e conservatore ma fortemente indipendente dalle linee dei partiti politici. Dopo l'uscita del fondatore, in seguito alla «discesa in campo» di Silvio Berlusconi, si attestò tra i principali quotidiani italiani di centro-destra, area alla quale appartiene tuttora.

## La testata
Il nome il Giornale nuovo fu scelto poiché esisteva già un quotidiano a Varese denominato Il Giornale (editori Violini e Parravicini, direttore responsabile Ambrogio Lucioni). Nel 1977 il quotidiano varesino scomparve e nel 1983 la testata venne rinominata il Giornale, come Montanelli avrebbe voluto fin dall'inizio.
L'aggettivo nuovo aveva assunto nel tempo un valore simbolico e molti lettori, i «veri padroni del giornale e dei giornalisti», come li definiva Montanelli, continuarono per alcuni anni ad aggiungerlo al nome del quotidiano ogni volta che lo citavano.

## Storia

### Fondazione
All'origine della decisione di Indro Montanelli di uscire dal Corriere della Sera, presso il quale aveva lavorato per più di quarant'anni, vi fu la decisione di Giulia Maria Crespi, responsabile della linea e dei bilanci del quotidiano di via Solferino, di imporre una virata a sinistra della linea editoriale, avviata nel 1972 con il licenziamento del direttore Giovanni Spadolini, sostituito da Piero Ottone.
Già nella seconda metà dello stesso anno Montanelli cominciò a mettersi in contatto con alcuni amici e colleghi fidatissimi, tra i quali Enzo Bettiza, con l'intenzione di lasciare il Corriere e creare un nuovo quotidiano. Vennero subito coinvolti altri due autori di alto valore professionale: Gianni Granzotto, già amministratore delegato della Rai e all'epoca presidente della FIEG, caratterizzato da brillanti doti diplomatiche e organizzative, e Guido Piovene, scrittore di fama internazionale e amico di Montanelli fin dagli anni trenta.
Ai primi di ottobre del 1973, Indro Montanelli rilasciò al settimanale Il Mondo un'intervista molto critica verso il Corriere, in cui disse per la prima volta di voler fondare un nuovo giornale. Giulia Crespi prese male la rivelazione e dette corso alla sospensione dello scrittore toscano, incaricando il direttore Piero Ottone di comunicarglielo; non vi fu tuttavia bisogno di ciò, in quanto Montanelli, il 17 ottobre, lasciò spontaneamente via Solferino, avviando rapidamente ulteriori contatti per la fondazione del Giornale.
Enzo Bettiza, momentaneamente ancora in carica al Corriere, cercò di reclutare per il nuovo quotidiano dell'amico quanti più giornalisti possibile. Alla fine ne portò in dote al Giornale nuovo oltre una trentina. Tra di loro: Egisto Corradi, principe dei giornalisti di guerra, Giancarlo Masini, inventore del giornalismo di divulgazione scientifica e ricercatore, Gianfranco Piazzesi (commentatore politico), Antonio Spinosa (esperto ritrattista di personaggi storici), Cesare Zappulli (esperto d'ambito economico), Pietro Radius (inviato speciale del Corriere d'Informazione) eppoi i famosi «macchinisti» del Corriere Leopoldo Sofisti e Gian Galeazzo Biazzi Vergani, esperti nell'organizzazione propria di un giornale. Bettiza non attinse solo al Corriere. Convinse di poi Renzo Trionfera dell'Europeo, portò via a Epoca il suo principale inviato all'estero, Lucio Lami. Strappò a La Notte Egidio Sterpa, valido cronista cittadino e i più giovani Fernando Mezzetti e Salvatore Scarpino, entrambi vocati a brillante carriera.
Dal canto suo Montanelli scelse due nomi molto prestigiosi per le corrispondenze dall'estero: Vittorio Dan Segre (diplomatico israeliano di origine italiana) per la sede di Gerusalemme e François Fejtő, ungherese residente a Parigi, storico e intellettuale raffinato, per la sede transalpina. Declinò l'invito invece Ugo Stille, storico corrispondente del Corriere della Sera da New York. Ad essi si aggiunsero altri intellettuali che ricercavano un nuovo spazio espressivo di tendenza liberale e conservatrice, che non fosse dominato dalla «cultura radical chic» (come la definiva Montanelli). Fra essi si possono menzionare: Raymond Aron, Frane Barbieri, Alain de Benoist, Livio Caputo, Jean-François Revel, Gregor von Rezzori, Giorgio Torelli e Marcello Staglieno.
Il progetto del Giornale nuovo prese corpo tra la fine dell'anno e il gennaio-febbraio 1974. Secondo Montanelli e i suoi collaboratori, il Giornale nuovo avrebbe dovuto sottrarre lettori a giornali come il Corriere e La Stampa, "colpevoli" di avere abbandonato la loro tradizionale collocazione politico-editoriale e di stare con Berlinguer e con la sinistra democristiana.
Montanelli cominciò poi a cercare un editore. Bussò a molte porte, ma tutti gli approcci con i grandi editori fallirono. Ad Andrea e Angelone Rizzoli si rivolse con queste parole: «Mi avete fatto la corte per tre anni affinché dirigessi un vostro quotidiano ed ora ve lo porto bell'e pronto», parole alle quali Andrea Rizzoli rispose, lasciando stupefatto Montanelli, che la Rizzoli avrebbe di lì a poco comprato il Corriere della Sera. Dopo Rizzoli, si ritirarono uno dopo l'altro anche Gianni Agnelli e Mario Formenton, genero di Arnoldo Mondadori e amministratore delegato della casa editrice omonima, il quale disse di no anche a causa del parere negativo di Giovanni Spadolini, cosa che fece arrabbiare molto Montanelli. In precedenza, il giornalista toscano aveva rifiutato di fondare un nuovo giornale insieme ad Eugenio Scalfari (il primo direttore, il secondo condirettore) definendo la proposta di Scalfari un tantino azzardata. Si fece avanti l'industriale Nino Rovelli: il progetto prevedeva che Rovelli sarebbe stato il proprietario, ma non avrebbe influito sulla linea del giornale. Montanelli rifiutò.
Eugenio Cefis, presidente della Montedison, gli propose invece di fondare un giornale a struttura cooperativa: i giornalisti sarebbero stati i proprietari e la Montedison avrebbe garantito la copertura finanziaria. Montanelli preferì questa seconda soluzione. Il Giornale nuovo ottenne un finanziamento con la formula del «minimo garantito»: la SPI (azienda del gruppo Montedison) gestì la raccolta della pubblicità; comunque andassero le vendite, avrebbe garantito al nuovo quotidiano una somma di 12 miliardi all'anno.
[Chi sarà il nostro lettore] noi non lo sappiamo perché non siamo un giornale di parte, e tanto meno di partito, e nemmeno di classi o di ceti. In compenso, sappiamo benissimo chi non lo sarà. Non lo sarà chi dal giornale vuole soltanto la «sensazione» […] Non lo sarà chi crede che un gol di Riva sia più importante di una crisi di governo. E infine non lo sarà chi concepisce il giornale come una fonte inesauribile di scandali fine a se stessi. Di scandali purtroppo la vita del nostro Paese è gremita, e noi non mancheremo di denunciarli […] Ma non lo faremo per metterci al rimorchio di quella insensata e cupa frenesia di dissoluzione in cui si sfoga un certo qualunquismo, non importa se di destra o di sinistra […] Vogliamo creare, o ricreare, un certo costume giornalistico di serietà e di rigore. E soprattutto aspiriamo al grande onore di venire riconosciuti come il volto e la voce di quell'Italia laboriosa e produttiva che non è soltanto Milano e la Lombardia, ma che in Milano e nella Lombardia ha la sua roccaforte e la sua guida.
Il 27 febbraio 1974, a Milano, venne costituita la «Società Europea di Edizioni S.p.A. – Società di redattori», proprietaria della testata nonché società di gestione del giornale. 
Il Giornale nuovo nacque quindi come «società di redattori». Il Comitato di redazione era composto da:
- Enzo Bettiza;
- Gian Galeazzo Biazzi Vergani[12];
- Gianfranco Piazzesi;
- Leopoldo Sofisti;
- Renzo Trionfera;
- Cesare Zappulli.

La redazione era composta da 59 giornalisti: il quotidiano usciva sei giorni alla settimana per contenere i costi (non era in edicola il lunedì). Il primo numero uscì martedì 25 giugno 1974.
Quel giorno la terza pagina ospitò un elzeviro di Guido Piovene, un articolo di Bettiza intitolato Dalla parte di Aleksandr Solzhenicyn e la prima puntata di un racconto di Joseph Roth ancora inedito in Italia, La leggenda del santo bevitore. Le attese per la creatura di Montanelli erano elevate: alcuni pensavano addirittura che Montanelli avesse fondato un partito. Enzo Bettiza fu scelto come condirettore, incarico conservato fino al 1983.

### I venti anni di Montanelli

#### Dal 1974 al 1980
Il quotidiano presentava alcune caratteristiche che lo distinguevano dal resto della stampa italiana: una terza pagina fissa, fedele alla tradizione giornalistica italiana; tutti gli articoli nella prima pagina si chiudevano al suo interno e non presentavano rimandi o continuazioni nelle pagine interne; un'intera pagina veniva dedicata alle lettere al direttore (intitolata La parola ai lettori) cui Montanelli rispondeva tutti i giorni; gli introiti degli annunci funebri erano destinati in beneficenza agli enti indicati dagli stessi inserzionisti.
Nel taglio basso della prima pagina era presente Controcorrente, una rubrica racchiusa in un riquadro in cui, con poche righe (non più di 400 battute), Montanelli commentava un fatto o un evento del giorno precedente in modo ironico e pungente. Altri piccoli riquadri di punzecchiature scritte dai redattori erano Agopuntura, collocata nella pagina interna di cronaca milanese, e Puntasecca, nella pagina dedicata alla critica letteraria ed artistica.
Le vendite furono subito alte. Alla fine di agosto un notaio certificò che il Giornale nuovo aveva una tiratura media di 242 541 copie. Dopo i primi mesi di euforia, le vendite si stabilizzarono attorno alle 150 000 copie. Molti prevedevano che il nuovo quotidiano milanese, con così tante firme e con la vena straordinaria del direttore, avrebbe portato via parecchi lettori al Corriere della Sera. Il quotidiano di Montanelli, invece, si ritagliò un suo spazio all'interno dell'elettorato moderato, intaccando il concorrente ma non facendolo cadere dal trono. A Milano, in particolare, il Giornale nuovo non sfondò, rimanendo fermo sulle 30 000 copie, contro le 160-180 000 del Corriere, che rimase il primo giornale anche in Lombardia. Fu una grande delusione per Montanelli.
Nel novembre 1974 Guido Piovene, presidente della società editrice e creatore della terza pagina del Giornale nuovo, morì prematuramente. I suoi successori furono Giorgio Zampa e Sandra Artom, sotto la supervisione di Enzo Bettiza. Davvero imponente la schiera dei collaboratori:
- Per la filosofia: Nicola Abbagnano, Vittorio Enzo Alfieri, Remo Cantoni, Vittorio Mathieu.
- Per la letteratura: Masolino D'Amico, Mario Luzi, Geno Pampaloni, Giorgio Soavi e Giorgio Zampa.
- Per la saggistica: Mario Praz.
- Per la storia: Giuseppe Are, Girolamo Arnaldi, Renzo De Felice, Aldo Garosci e Rosario Romeo.
- Per le scienze politiche: Nicola Matteucci e Domenico Settembrini.
- Per la psicoanalisi: Mauro Mancia.
- Per l'arte: Carlo Ludovico Ragghianti, Marco Valsecchi e Carlo Franza.
- Per la religione: Sergio Quinzio.
- Per la musica: Piero Buscaroli e Paolo Isotta.
- Per il cinema e teatro: Carlo Laurenzi.
- Per l'economia: Sergio Ricossa e Marco Vitale.

Assai prestigiosa anche la presenza dei collaboratori stranieri: Raymond Aron, Anthony Burgess (dal 1978 al 1981), John Kenneth Galbraith, Gustaw Herling-Grudziński, Eugène Ionesco, Jean-François Revel, Paul Samuelson.
I progetti di sviluppo non mancavano: il 28 gennaio 1975 nacque l'edizione di Genova. Quell'anno si svolsero in diverse parti d'Italia le elezioni amministrative: il Giornale nuovo si schierò su base nazionale contro il PCI e a favore della DC.
La linea politica del Giornale nuovo rispecchiò fedelmente il pensiero del suo fondatore e direttore. Nell'Italia fortemente ideologizzata degli anni settanta, in cui in genere chi non si schierava a sinistra era bollato come fascista, il Giornale nuovo si smarcò e respinse questa etichetta, dettata unicamente da una visione ideologica della realtà, affermando invece la piena libertà di pensiero dell'individuo. Il nuovo quotidiano seguiva, in politica economica, una linea liberista, in politica interna era laico e anticomunista, mentre in politica estera era filoatlantico e filoisraeliano: in una parola era liberalconservatore. Durante gli anni settanta uno dei cavalli di battaglia del foglio milanese fu la teoria degli «opposti estremismi», che indicò una particolare situazione politica italiana in cui gruppi extraparlamentari (di estrema destra e di estrema sinistra) si scontravano tra loro o avversavano le istituzioni dello Stato creando fatalmente i presupposti per l'insorgenza di un terrorismo di matrice politica, mentre non credeva né alla «strategia della tensione», considerandola una teoria avallata dalle sinistre per sostenere che la violenza veniva soltanto da destra, né all'espressione «strage di Stato», poiché per attuare una strage con coperture politiche a un alto livello delle istituzioni era necessario avere «uomini di Stato capaci di azionare polizie segrete», cosa di cui l'Italia era sprovvista, e sosteneva che «per immaginare un Rumor che, nel buio, organizza stragi con l'aiuto della polizia italiana, bisogna essere tanto ricchi di fantasia quanto poveri di senso del ridicolo».
La politica italiana era dominata dagli stessi partiti che si fronteggiavano ininterrottamente dal 1948, la DC e il PCI, e il Giornale nuovo entrò a gamba tesa nell'arena politica con l'intenzione esplicita di scongiurare il compromesso che le due forze, nonostante fossero storicamente antagoniste, cercavano di concludere. In breve tempo il quotidiano divenne inviso a molti ambienti politico-culturali. Si diffuse attorno a Montanelli, e a tutta la redazione, la nomea di «appestati». Scrisse Gian Galeazzo Biazzi Vergani nel suo diario:
Il 1976 fu l'anno del consolidamento: il Giornale nuovo si era ritagliato uno spazio tutto suo ed era ormai riconosciuto come l'unico quotidiano che sapesse interpretare i desideri e gli umori di chi, nel Paese, non accettava il compromesso storico tra i due partiti maggiori. Enzo Bettiza affermò:
(Giampaolo Pansa, op.cit., p. 306.)
I lettori del Giornale nuovo non si consideravano gli acquirenti di un prodotto, ma gli appartenenti a un gruppo di opinione. Cesare Zappulli affermò:
(Giampaolo Pansa, op.cit., p. 306.)
Il 22 gennaio 1976 il Giornale nuovo firmò un accordo con Telemontecarlo, all'epoca la quarta rete in lingua italiana per importanza. L'emittente monegasca aveva iniziato le trasmissioni sul suolo italiano nel 1974, in seguito a una sentenza della Corte costituzionale, e trasmetteva un suo notiziario. Da quell'anno la redazione del quotidiano curò la scrittura delle notizie; il direttore Indro Montanelli compariva alla fine del telegiornale nelle vesti di commentatore, alternandosi con Bettiza, Zappulli e Mario Cervi. I commenti erano girati in uno studio improvvisato di Milano. Le registrazioni, insieme ai testi delle notizie, venivano trasportate su un'automobile fino al Principato di Monaco. Il telegiornale, unica alternativa ai notiziari Rai, ebbe un immediato successo di pubblico che si riverberò sulle vendite del quotidiano, aumentate in ragione del 25-30%.
Nel maggio dello stesso anno, a seguito del terremoto del Friuli il Giornale nuovo organizzò una sottoscrizione nazionale. I lettori risposero in maniera massiccia. In pochissime settimane il quotidiano raccolse più di tre miliardi, superando nella gara di solidarietà tutti gli altri quotidiani. I proventi della sottoscrizione vennero usati per la ricostruzione dei Comuni di Vito d'Asio, Tarcento e Montenars.
In vista delle elezioni politiche del 20 giugno il quotidiano fece una propria campagna elettorale: invece di «raccontare» le elezioni, cercò di «farle», con la speranza di vincerle.
Montanelli individuava nel PCI un pericolo per la democrazia. La campagna del Giornale nuovo fu tesa sicuramente ad impedire un avanzamento del PCI, ma allo stesso tempo Montanelli non trovava neppure nel partito avversario, la DC, una compagine affidabile su cui puntare con certezza. Nacque così lo slogan «Turiamoci il naso e votiamo DC» e il Giornale nuovo consigliò ai propri lettori una rosa di candidati DC «non compromessi col malaffare», che gli elettori potevano indicare nello spazio riservato alle preferenze.
A differenza dell'anno precedente, nel 1976 il Giornale nuovo «vinse» le elezioni. Il successo fu anche editoriale: nell'imminenza del 20 giugno la tiratura toccò il record di 412 000 copie. Dei quaranta candidati consigliati dal quotidiano ai lettori, 33 furono eletti in Parlamento. Il più votato risultò Massimo De Carolis, con 151 555 preferenze. Furono eletti (al Senato) anche i due condirettori del quotidiano, Enzo Bettiza e Cesare Zappulli.
Nel 1976 il Giornale nuovo fu il sesto quotidiano italiano, con 220 000 copie vendute in media al giorno. In quell'anno terminò il finanziamento triennale della Montedison. Il quotidiano ricevette nuovi aiuti finanziari dalla famiglia Boroli, proprietaria della casa editrice De Agostini e, grazie ai buoni uffici di Granzotto, stipulò un nuovo contratto pubblicitario con la Sipra, concessionaria della Rai. Nel 1977, due anni dopo lo sbarco in Liguria, nacque l'edizione dell'Emilia-Romagna (il primo numero uscì il 28 giugno), con redazioni a Bologna, Modena e Reggio Emilia. Il Giornale nuovo entrò anche nel mercato librario: in cooperazione con la De Agostini venne fondata l'«Editoriale Nuova», una casa editrice specialistica.
Il 2 giugno il direttore Indro Montanelli subì un attentato da parte delle Brigate Rosse, che gli spararono alle gambe.
Nello stesso anno Silvio Berlusconi, all'epoca solo un imprenditore edile, entrò nella SEE con una quota del 12%. Nel 1979 aumentò la sua quota al 37,5%, diventando azionista di maggioranza. Berlusconi aiutò a ripianare i debiti del Giornale nuovo anche attraverso un contratto di copertura degli spazi pubblicitari con «minimo garantito» attraverso una sua società. Nel giugno dello stesso anno la redazione si trasferì nella nuova sede di via Gaetano Negri.
Alle elezioni politiche anticipate il Giornale nuovo, convinto che non ci sarebbe stato un sorpasso del PCI (dato in forte calo nei sondaggi), invitò gli elettori a votare per i partiti laici (PLI, PRI e PSDI) o, in alternativa, per una rosa di candidati democristiani che avevano sottoscritto un solenne impegno anticomunista: furono eletti 98 dei 118 segnalati.
Nell'agosto 1979 le pagine sportive furono arricchite della presenza di Gianni Brera, nuovo collaboratore del quotidiano (il suo primo articolo uscì il 29 agosto 1979 con il titolo Peppìn Meazza era il fòlber). Il 6 gennaio 1980 il Giornale nuovo inaugurò l'edizione del lunedì. Brera tuttavia entrò presto in rotta di collisione con il responsabile delle pagine sportive, Alfio Caruso, e nel 1982 passò a la Repubblica.

#### Dal 1980 al 1994
Nel 1982 il quotidiano milanese era l'ottavo quotidiano italiano con 259 215 copie di tiratura media (il sesto se si escludono i quotidiani sportivi).
Nel 1983 la testata venne rinominata il Giornale, nome che il direttore Indro Montanelli avrebbe voluto darle fin dalle origini e che conserva ancora oggi. In quell'anno avvenne il distacco tra Montanelli e Bettiza, che voleva fare un giornale più vicino alle istanze laico-socialiste. Al suo posto fu nominato Gian Galeazzo Biazzi Vergani, che rimase condirettore fino al 1991 (con una breve parentesi di Franco Cangini tra il gennaio e il febbraio 1989).
Durante gli anni del pentapartito (1981-1992), il Giornale decise di non sostenere né la DC di Ciriaco De Mita né Bettino Craxi: Montanelli utilizzò i termini «padrino» e «guappo» per entrambi. La formula di «quotidiano controcorrente» ne soffrì e le vendite calarono. Il periodo di calo delle vendite si tradusse nella possibilità per Silvio Berlusconi di diventare l'azionista detentore della maggioranza assoluta delle quote sociali. Nel corso degli anni ottanta, tuttavia, il Giornale invitò i suoi lettori a votare per i partiti di governo, pur descrivendoli come ammuffiti, con l'eccezione delle elezioni amministrative del 1988 in cui promosse una campagna astensionistica. Responsabile della redazione romana era Antonio Tajani.
Un'iniziativa appoggiata dal Giornale fu il sostegno ai referendum proposti da Mariotto Segni per: abrogare la soglia minima per l'elezione al Senato e il sistema delle preferenze multiple alla Camera e per abolire, a livello comunale, la norma che limitava il sistema maggioritario ai centri con meno di cinquemila abitanti. Il 10 aprile 1990 partì la raccolta delle firme ed entro il 2 agosto si arrivò a quota 600 000, ma successivamente la Corte costituzionale bocciò due dei tre quesiti, ammettendo soltanto quello a favore della preferenza unica, approvato l'anno dopo.
Nello stesso periodo le vendite del quotidiano scesero per la prima volta dopo anni sotto le 150 000 copie. Con lo scandalo di Tangentopoli, che esplose tra il 1992 e il 1993, Montanelli scelse una linea precisa: ritagliò per sé il ruolo di arbitro, di garante delle regole. Nel perseguire questa linea fu efficacemente coadiuvato dal nuovo condirettore Federico Orlando (subentrato a Biazzi Vergani nel 1991, salito al timone della società editrice del quotidiano): il Giornale coprì gli avvenimenti con una cronaca incalzante, che spesso anticipò le indagini dei magistrati, e con un corredo di commenti e di campagne mirate, dritte al cuore del sistema di potere. Non tutti i lettori compresero questa scelta. Per la prima volta la borghesia lombarda, nella quale il quotidiano raccoglieva il maggior numero di lettori abituali, stentò a riconoscere in lui un punto di riferimento: molti passarono dal Giornale a L'Indipendente, quotidiano filoleghista diretto da Vittorio Feltri, sostenitore dei pool di Milano e di Palermo, che esultava ad ogni arresto e chiamava Bettino Craxi «Cinghialone». Anche i rapporti personali con Silvio Berlusconi si incrinarono: il 12 luglio 1993 Berlusconi inviò un fax al Giornale intimando di «sparare a zero sul pool». Sia Montanelli sia Orlando si rifiutarono e lo cestinarono. Il condirettore definì quel fax «un vero e proprio corpus juris alternativo a quello degli inquirenti», accusati «di metodica violazione della procedura e della sostanza, dei diritti e delle garanzie». Nello stesso mese Prima Comunicazione annunciò un cambio alla direzione del Giornale, con Feltri al posto di Montanelli, per riportare il quotidiano verso un centro moderato facente riferimento alla Lega Nord. Poche settimane dopo Montanelli presentò una lettera di dimissioni: Berlusconi rispose proponendo di sostituire Orlando con Feltri, ma il direttore rifiutò.
Verso la fine di settembre Berlusconi parlò per la prima volta dell'esistenza di Forza Italia, sia pure come progetto alternativo qualora Umberto Bossi, Mariotto Segni e Mino Martinazzoli non fossero riusciti a creare un polo liberal-democratico, e annunciò che i giornali e le televisioni del gruppo Fininvest avrebbero dovuto fare la loro parte, con ogni direttore che «nella sua autonomia, deve suonare una stessa musica». A causa del deficit di bilancio si decise di chiudere cinque redazioni estere (Bonn, Bruxelles, Gerusalemme, Londra e Parigi).
Le pressioni per trasformare il Giornale nel foglio d'appoggio al partito berlusconiano prossimo venturo furono respinte da Montanelli, il quale però vide la sua permanenza al quotidiano ormai incompatibile con un uomo politico nelle vesti di editore de facto. Nel frattempo, già sul finire del 1993, andavano diffondendosi le voci sulla sostituzione di Montanelli con Vittorio Feltri alla direzione del Giornale. Montanelli tentò invano di ricomprare il quotidiano chiedendo al patron di Mediobanca, Enrico Cuccia, di intercedere presso Berlusconi perché gli rivendesse la proprietà, ma il Cavaliere rifiutò dicendo che il quotidiano era un bene di famiglia e che non aveva intenzione di venderlo. Nello stesso mese, dalle reti Fininvest, partirono pesanti attacchi televisivi contro Montanelli da parte di Vittorio Sgarbi, conduttore di Sgarbi Quotidiani (il quale definì il giornalista toscano «un fascista» ripescando alcuni articoli scritti all'età di vent'anni e lo criticò per aver appoggiato Mariotto Segni anziché un'alleanza tra leghisti e missini) e dal direttore del TG4 Emilio Fede. Proprio Fede, il 6 gennaio 1994, aprì l'edizione serale del notiziario di Rete 4 con un editoriale in cui chiedeva le dimissioni del direttore del Giornale, poiché non condivideva le strategie politiche dell'azienda, rincarando la dose in un'intervista a Il Giorno in cui lo definì «un piccolo uomo». Tra i giornalisti Fininvest, vi fu anche chi prese le difese di Montanelli, come, per esempio, l'allora direttore del TG5 Enrico Mentana, il conduttore di Mezzogiorno Italiano (su Italia 1) Gianfranco Funari e Maurizio Costanzo, celebre volto del Maurizio Costanzo Show.
L'8 gennaio Silvio Berlusconi, che fino ad allora non aveva mai messo piede in redazione, si recò per la prima volta a un'assemblea dei redattori del quotidiano, accompagnato da Antonio Tajani: Orlando sconsigliò a Tajani di venire in sede ma il comitato di redazione, a cui venne sottoposta la questione, diede il consenso (i giornalisti preferirono sentire l'ex editore, stufi per le promesse non mantenute dal fratello). L'incontro con i redattori avvenne all'insaputa del direttore, che in precedenza si era opposto alla visita di Berlusconi ritenendola inopportuna. Ai redattori, Berlusconi chiese esplicitamente l'appoggio del Giornale a favore del suo nascente partito, Forza Italia, spingendoli a schierare il giornale a sostegno della sua parte politica durante la campagna elettorale per elezioni politiche e promettendo come contropartita nuovi investimenti nel giornale, allora in deficit. La redazione si spaccò allora tra berlusconiani e una pattuglia di giornalisti montanelliani. Dopo quell'intervento la frattura tra il direttore e la proprietà diventò insanabile: l'11 gennaio Montanelli si dimise definitivamente dalla direzione del Giornale e il giorno dopo uscì il suo fondo d'addio.
Montanelli lasciò il giornale da lui stesso fondato portandosi dietro 55 redattori – fra questi il condirettore Federico Orlando, uno dei tre vicedirettori (Michele Sarcina) e il caporedattore centrale Luigi Bacialli, il capo dell'economia Giancarlo Mazzuca, gli inviati speciali Luigi Offeddu, Alberto Mazzuca, Tiziana Abate e Donata Righetti, insieme ai giovani Peter Gomez, Beppe Severgnini e Marco Travaglio – oltre agli intellettuali Geno Pampaloni, Mario Cervi, Nicola Matteucci e agli economisti Sergio Ricossa e Marco Vitale, e fondò la Voce, cui impresse una linea sul solco della tradizione liberale. Ancora una volta, però, Montanelli si tenne a distanza dall'agorà politica, non esprimendo una preferenza né per la formazione politica guidata da Berlusconi, né tantomeno per la coalizione avversa.
Per giustificare il cambio di direzione Paolo Berlusconi spiegò che ciò fu dovuto al calo di vendite e alle difficoltà economiche del Giornale, ma Montanelli lo smentì dicendo che il suo era l'unico quotidiano che era cresciuto in termini di vendite (anche se di poco) con 2-3 000 copie in più, e che la crisi subita era dovuta al calo della pubblicità, cosa avvenuta, del resto, anche per gli altri quotidiani.

### Il dopo Montanelli

#### Prima direzione Feltri
Per la direzione de il Giornale viene scelto Vittorio Feltri, proveniente da L'Indipendente, una testata che aveva portato via molti lettori al Giornale e che aveva raggiunto nell'ultimo anno le 120 000 copie vendute. Dallo stesso quotidiano arrivò anche il vicedirettore Maurizio Belpietro, si affacciarono nuovi collaboratori come Giordano Bruno Guerri, Filippo Facci (proveniente dall'Avanti!) e Paolo Cirino Pomicino (che si firmava come «Geronimo»), e la grafica del titolo del quotidiano venne modificata ingrandendone la lettera G. In poco tempo le vendite ripresero a salire: se il giorno dell'ultimo editoriale di Montanelli le vendite erano state di 115 000 copie, in pochi mesi il quotidiano sale a 150 000, nonostante Montanelli abbia fondato un nuovo quotidiano, la Voce. Nell'estate del 1995 il quotidiano iniziò a pubblicare un'inchiesta a puntate sulle case di proprietà degli enti previdenziali, scoprendo che lo Stato le affittava a prezzi di favore ai politici. L'inchiesta divenne famosa con il nome di «Affittopoli». Le vendite del Giornale aumentarono ulteriormente.
Sotto la direzione di Feltri, però, non vi fu la modernizzazione della struttura editoriale. Paolo Berlusconi aveva promesso nuovi mezzi, come un nuovo sistema editoriale, l'impaginazione al computer ed il colore, che però non vengono forniti. Neanche le rotative vengono rinnovate, per cui la foliazione rimane a 48 pagine. Per fronteggiare l'aumentato costo della carta, Feltri è costretto a chiudere tutti gli uffici di corrispondenza all'estero, tranne Washington.
Nel 1996 Belpietro andò a dirigere Il Tempo di Roma, seguito da Filippo Facci e Giordano Bruno Guerri. Feltri nominò vicedirettore vicario Stefano Lorenzetto.
Dopo il 1994 Montanelli e altri 34 redattori passati alla Voce intentarono causa al Giornale in base all'articolo 32 del contratto nazionale dei giornalisti, dovuto al cambiamento di linea politica e alla clausola di coscienza. Il processo si celebrò presso la Pretura del Lavoro di Milano e si concluse il 18 ottobre 1995, con una sentenza che condannò la società editrice del quotidiano di via Negri a pagare un'indennità di oltre 2 miliardi ai 35 giornalisti ricorrenti. La sentenza diventò definitiva il 4 ottobre 1997: per i giudici l'esodo dei giornalisti era dovuto al mutamento della linea politica del quotidiano, passato da un giornalismo indipendente a quello di partito, e si accertò che Silvio Berlusconi era l'editore a tutti gli effetti, vista l'inesistenza di un ruolo effettivo del fratello, aggirando di fatto la legge Mammì.

#### Direzione Cervi
Nel novembre 1997 Feltri si dimise dopo un suo articolo a favore di Antonio Di Pietro, proprio mentre il Giornale era giunto ai suoi massimi livelli (256 000 copie). Dopo le dimissioni Berlusconi propose la direzione a Enzo Bettiza (nonostante lavorasse da dieci anni alla Stampa), ma questi rifiutò dal momento che l'editore intendeva farne soltanto una bandiera, limitandone i poteri decisionali e affidando la gestione al condirettore Maurizio Belpietro (tornato al Giornale dopo aver diretto Il Tempo). La guida della testata fu presa da Mario Cervi, tornato in via Negri dopo l'esperienza alla Voce di Montanelli.
Negli ultimi giorni della direzione di Cervi, il Giornale ospitò per l'ultima volta un articolo di Montanelli, uscito il 13 marzo 2001, in risposta a un fondo di Cervi del giorno prima. Si trattò dell'unica volta che Montanelli tornò a scrivere sul quotidiano da lui fondato dopo averlo lasciato; l'ex direttore morì poco più di quattro mesi dopo, il 22 luglio 2001.

#### Direzioni Belpietro e Giordano
Nell'ottobre 2000, a Cervi subentrò come direttore Maurizio Belpietro.
Durante il governo Berlusconi II e III, il Giornale organizzò una campagna stampa sull'affare Telekom Serbia (presunte tangenti del governo Prodi I a Slobodan Milošević), con 32 prime pagine dedicate all'argomento. Le affermazioni del testimone principale, Igor Marini, si riveleranno false e lo stesso Marini verrà condannato a 5 anni di reclusione per calunnia.
Nel 2002 il Giornale pubblicò una campagna contro il giudice Mario Vaudano, già parte dell'inchiesta Mani pulite e da poco vincitore di un concorso per l'Ufficio europeo per la lotta antifrode (OLAF). Dopo il blocco della nomina di Vaudano, il Giornale ricevette e pubblicò materiale che sarebbe stato raccolto illegalmente dal SISMI su Vaudano e sua moglie.
Il 2 gennaio 2006 il Giornale pubblicò brani di un'intercettazione di una telefonata tra Piero Fassino e Giovanni Consorte, manager dell'Unipol e all'epoca coinvolto nello scandalo di Bancopoli. Fassino chiedeva a Consorte: «Abbiamo una banca?». Nacque una lunga polemica politica che si trascina nella campagna elettorale di quell'anno.
La tiratura media giornaliera del quotidiano nel 2006 è stata di oltre 200 000 copie: il Giornale era ormai diventato il quotidiano nazionale di riferimento dell'area di centro-destra.
La linea editoriale della direzione Belpietro è di aperto appoggio alla linea politica di Forza Italia: a partire da giugno 2007, ogni venerdì, in abbinamento con il quotidiano, viene allegato il periodico il Giornale della Libertàpdf, organo ufficiale dei Circoli delle libertà guidati da Michela Vittoria Brambilla. Contro tale decisione il Comitato di Redazione proclamò uno sciopero, il secondo nella storia della testata. Il compromesso infine raggiunto ha previsto che il Giornale della Libertà continuasse ad uscire in edicola come allegato gratuito per tutti i venerdì, ma con un nuovo taglio editoriale, in discontinuità con quello della testata madre (che era stato ripreso quasi in toto) e con la dicitura Settimanale d'informazione politica.
Il 27 settembre 2007 Maurizio Belpietro fu chiamato alla guida del settimanale Panorama e dall'11 ottobre 2007 il nuovo direttore de il Giornale diviene Mario Giordano. La sua direzione è breve poiché nel 2009 ritorna alla direzione Vittorio Feltri.

#### Seconda direzione Feltri
Il 24 agosto 2009, dopo un'assenza di dodici anni, Vittorio Feltri torna a dirigere il quotidiano. Secondo l'editore Paolo Berlusconi, il ritorno di Feltri produce in poco tempo «un balzo di 70-80 mila copie», poi assestato su una media di 50 000 in più.
Il 29 agosto 2009 il Giornale pubblica un articolo su Dino Boffo, direttore di Avvenire, che aveva criticato lo stile di vita del Presidente del Consiglio Silvio Berlusconi, così come la sua vita privata. Boffo viene presentato come omosessuale, in base a una lettera accusatoria recapitata anonimamente, e come molestatore. Boffo finirà col dimettersi da direttore di Avvenire.
Feltri è stato sospeso per sei mesi dall'Ordine dei giornalisti come sanzione per il caso Boffo e per gli articoli firmati da Renato Farina pubblicati successivamente alla sua uscita dall'albo.
Nell'ottobre 2009 il Giornale dà notizia del video, consegnato direttamente al quotidiano da Silvio Berlusconi, che vede il presidente della regione Lazio Piero Marrazzo coinvolto in uno scandalo di sesso e droga. Marrazzo si dimetterà dalla carica.
Sempre nell'autunno 2009, il Giornale avvia una campagna contro Gianfranco Fini, denominato il Signor Dissidente, preannunciando la pubblicazione di vecchi dossier: "È sufficiente - per dire - ripescare un fascicolo del 2000 su faccende a luci rosse riguardanti personaggi di Alleanza nazionale per montare uno scandalo. Meglio non svegliare il can che dorme". (Il Giornale, 14 settembre 2009). La campagna prosegue nella primavera e nell'estate del 2010; in quei mesi il Giornale si occupa diffusamente degli affari della famiglia di Elisabetta Tulliani, compagna del Presidente della Camera; in particolare, il quotidiano dedica molto spazio alla vicenda di un appartamento a Monte Carlo, che, lasciato in eredità da una contessa al partito politico Alleanza Nazionale, risulterebbe abitato, nel 2010, da Gianfranco Tulliani, cognato di Fini, il quale lo avrebbe preso in affitto da una società offshore con sede nell'isola caraibica di Saint Lucia. AN avrebbe venduto l'appartamento, secondo il Giornale, a un prezzo di gran lunga inferiore a quello di mercato e la società off-shore che lo avrebbe comprato dopo vari passaggi di proprietà sarebbe in realtà di proprietà dello stesso Giancarlo Tulliani.
Il quotidiano milanese si occupa inoltre di un appalto per la realizzazione di un programma in Rai, vinto dalla società di produzione Absolute TV Media, che – secondo il Giornale – sarebbe stata intestata per il 51% a Francesca Frau, madre di Elisabetta Tulliani, di professione casalinga e totalmente estranea al mondo della televisione; tale appalto avrebbe fruttato alla casa di produzione della Frau una cifra superiore al milione di euro.

#### Direzione Sallusti
Il 24 settembre 2010 Vittorio Feltri lascia la carica di direttore responsabile ad Alessandro Sallusti, suo condirettore da un anno, assumendo l'incarico di direttore editoriale. La testata del Giornale continua a riportare la dicitura: «Direttore Vittorio Feltri».
Il 7 ottobre 2010 viene perquisita dai carabinieri la sede del quotidiano, mentre Sallusti e il vice direttore Nicola Porro vengono indagati per concorso in violenza privata, dopo la pubblicazione di alcune intercettazioni a loro carico in cui avrebbero architettato la pubblicazione di un dossier su Emma Marcegaglia, presidente di Confindustria, dopo alcune sue dichiarazioni critiche sull'operato del governo Berlusconi IV. Ottenuto il sostegno della Federazione Nazionale Stampa Italiana, il direttore Sallusti querela per "diffamazione con grave danno alla propria reputazione e immagine" il procuratore che aveva ordinato la perquisizione.
Dal 20 dicembre viene sospesa la rubrica quotidiana Sottosopra di Mario Capanna, ultimo collaboratore di sinistra del quotidiano.
Il 21 dicembre 2010 Vittorio Feltri lascia il quotidiano per tornare a Libero, altro quotidiano di centro-destra da lui fondato dieci anni prima, dove assume il ruolo di direttore editoriale; rimane alla direzione del Giornale il solo Sallusti. Sei mesi dopo Feltri lascia nuovamente Libero e dopo pochi giorni torna per la terza volta a il Giornale come editorialista. Dal 22 dicembre 2010 la testata del Giornale riporta la dicitura: «Direttore Alessandro Sallusti».
Il 26 settembre 2012 Sallusti si dimette in seguito alla condanna definitiva a 14 mesi di carcere per diffamazione aggravata ai danni del giudice Giuseppe Cocilovo. Sallusti sconterà la pena in regime di detenzione domiciliare presso la casa della sua compagna. Il 3 ottobre 2012 ritorna direttore del Giornale.
Sotto la direzione Sallusti, il Giornale scende per la prima volta sotto le 100 000 copie. Sono state infatti solo 97 200 le copie vendute in media al giorno nell'anno 2014. Nel giugno 2013 la casa editrice ha annunciato la vendita della redazione genovese e dei suoi giornalisti, come ramo d'azienda, suscitando le polemiche della Federazione Nazionale Stampa Italiana.
Il 5 settembre 2018 i giornalisti hanno scioperato, non facendo uscire il quotidiano, per protestare "contro il piano di tagli annunciato dalla società editrice". È stata la prima volta che il quotidiano non è uscito per sciopero nella sua storia.
Il 19 marzo 2019 la società editrice annuncia la chiusura della redazione romana del quotidiano ed il trasferimento delle attività nella sede centrale di Milano. La redazione viene ufficialmente chiusa il 5 giugno 2019.
L'8 dicembre 2019 è deceduto Massimo Bertarelli, critico cinematografico e firma storica del quotidiano sin dalla sua fondazione. Dalle colonne della testata di Via Negri, di cui fu cofondatore, curò diverse rubriche quali "Film in Tv", "Il dito nel video" e "Il consiglio/Lo sconsiglio".
Il 24 marzo 2020 è comparsa l’ultima puntata della rubrica di corrispondenza “Dalla vostra parte” di Livio Caputo. Caputo collaborava ininterrottamente con il quotidiano fin dalla direzione di Montanelli. La rubrica è stata affidata al giornalista Tony Damascelli, collaboratore storico della testata.

#### Direzione Minzolini
Il 17 maggio 2021 Sallusti lascia, dopo dodici anni, la direzione del Giornale, per passare a dirigere Libero. Dopo un breve interim di Livio Caputo, la direzione viene assunta da Augusto Minzolini. 

#### Il ritorno di Sallusti
Il 7 settembre 2023, con l'ingresso nella proprietà della famiglia Angelucci attraverso Finanziaria Tosinvest, diventata azionista di maggioranza, Minzolini lascia la direzione e rimane come editorialista; al suo posto arriva nuovamente Sallusti, ancora una volta in tandem con Feltri, quest'ultimo nominato direttore editoriale. Ai vicedirettori si aggiunge anche Osvaldo De Paolini. Il 19 dicembre 2023 il Giornale cambia sede per la seconda volta, ad oltre 39 di distanza dall'insediamento in via Negri (1979), trasferendosi in via dell'Aprica 18 in un palazzo messo a disposizione dal nuovo editore.

## Variazioni dell'assetto proprietario
- 1974 - Proprietaria della testata nonché società di gestione del giornale è la «Società Europea di Edizioni S.p.A. – Società di redattori». I soci fondatori sono: Guido Piovene, presidente; Gianni Granzotto, amministratore delegato; Indro Montanelli; Enzo Bettiza; Cesare Zappulli; Gian Galeazzo Biazzi Vergani; Renzo Trionfera. Le azioni della società editrice sono interamente possedute dai sette fondatori. A ciascuno di loro vengono assegnate sette azioni ordinarie, mentre ogni redattore presente e futuro avrebbe ricevuto un'azione ordinaria: i redattori che partecipano alla fondazione ricevono un'azione privilegiata, convertita in ordinaria nel 1975[6]. Montanelli ottiene per sé solamente la proprietà della testata, assieme agli altri giornalisti co-fondatori.
- 1977 - Silvio Berlusconi, all'epoca imprenditore edile, entra nella S.E.E. con una quota del 12%. Nel 1979 aumenta la sua quota al 37,5%, diventando l'azionista di maggioranza.
- 1990 - Entra in vigore la nuova legge su televisioni e giornali (legge Mammì), che introduce la proibizione per chi detiene la proprietà di un canale televisivo di avere contemporaneamente il controllo di un quotidiano. Silvio Berlusconi proprietario delle tre reti Fininvest, è obbligato a cedere la maggioranza delle azioni della S.E.E. al fratello Paolo Berlusconi, rimanendo azionista con una quota del 29%[90]. Nel 1991 Silvio Berlusconi acquisisce la Mondadori Editore. La quota della S.E.E. passa dalla Fininvest al gruppo editoriale che, nel tempo, la incrementa fino a superare il 35%.
- 2017 - Il gruppo Amodei (proprietario dei quotidiani Corriere dello Sport e Tuttosport) acquisisce il 10% della S.E.E.[91].
- 2020 - La Mondadori cede il 50% della sua quota della Società Europea di Edizioni alla Pbf, holding che fa capo a Paolo Berlusconi. La sua partecipazione scende dal 36,89% al 18,445% mentre quella di Paolo Berlusconi sale al 78,45%[92].
- 2021 - La proprietà è ripartita tra: Pbf di Paolo Berlusconi con il 73,55%, Mondadori con 18,45% e Periodica (famiglia Amodei) con l'8%.
- 2023 - Il Gruppo Tosinvest (editore dei quotidiani Il Tempo e Libero controllato da Antonio Angelucci) rileva il 73,55% della famiglia Berlusconi[93][94] e il 18,45% della Mondadori[95]. Paolo Berlusconi resta presidente onorario[96].

## Procedimenti giudiziari
Il 30 gennaio 1996, il giornalista Gianluigi Nuzzi pubblicò un articolo in cui sosteneva che negli anni di Mani pulite «i verbali finivano direttamente in edicola e soprattutto a L'Espresso». Verrà condannato in primo grado dal tribunale di Monza per diffamazione a mezzo stampa nei confronti di Antonio Di Pietro: il tribunale condannò anche Feltri per omissione di controllo.
Nel 1997 il giornalista Paolo Giordano pubblicò un'intervista a Francesco De Gregori (quale nipote di una delle vittime dell'eccidio di Porzûs), dal titolo: "De Gregori su Porzûs, accusa Togliatti ed il Partito Comunista Italiano". Il cantautore querelò il giornalista e Feltri ottenendo una condanna dal tribunale di Roma, poiché il suo pensiero e le sue affermazioni erano state travisate.
Il 7 agosto 2007 Feltri è condannato assieme a Francobaldo Chiocci ed alla società Europea di Edizioni spa dalla corte di cassazione a versare un risarcimento di 45 000 euro in favore di Rosario Bentivegna, uno degli autori dell'attentato di via Rasella, per il reato di diffamazione. Il Giornale aveva pubblicato alcuni articoli, tra i quali un editoriale di Feltri in cui Bentivegna era stato paragonato a Erich Priebke.
Nel marzo 2013 la corte di cassazione ha condannato il Giornale ad un risarcimento di 100.000 euro ad alcuni giudici della procura di Milano, tra cui Ilda Boccassini, per un articolo pubblicato nel 1999, durante la direzione di Mario Cervi, dal titolo Colpevole a tutti i costi, in cui si accusavano i giudici di avere un «atteggiamento persecutorio» verso Silvio Berlusconi.

## Direttori
- Indro Montanelli (25 giugno 1974 - 11 gennaio 1994)
  -     - Enzo Bettiza (condirettore, 25 giugno 1974 - 1983)
    - Gian Galeazzo Biazzi Vergani (condirettore, 1983 - 1991)
    - Federico Orlando (condirettore, 1991-1994)

  - Paolo Granzotto (ad interim, 12 gennaio 1994 - 19 gennaio 1994)
- Vittorio Feltri (20 gennaio 1994 - 30 novembre 1997)
- Mario Cervi (1º dicembre 1997 - 19 novembre 2000)
- Maurizio Belpietro (20 novembre 2000 - 7 ottobre 2007)
- Mario Giordano (8 ottobre 2007 - 23 agosto 2009)
- Vittorio Feltri, 2ª volta (24 agosto 2009 - 23 settembre 2010)
- Alessandro Sallusti (24 settembre 2010 - 26 settembre 2012)
  - carica vacante (27 settembre - 2 ottobre 2012)
- Alessandro Sallusti, 2ª volta (3 ottobre 2012 - 16 maggio 2021)
  - Livio Caputo (ad interim, 17 maggio - 14 giugno 2021)[102]
- Augusto Minzolini (15 giugno 2021 - 6 settembre 2023)
- Alessandro Sallusti, 3ª volta (direttore responsabile) & Vittorio Feltri (direttore editoriale) (7 settembre 2023 - in carica)[103]

## Giornalisti e collaboratori (dal 1994)
- Geminello Alvi
- Paolo Armaroli
- Gianni Baget Bozzo
- Luciana Baldrighi
- Gabriele Barberis
- Matteo Basile
- Massimo Bertarelli
- Fausto Biloslavo
- Francesco Boezi
- Antonio Borrelli
- Paolo Bracalini
- Valeria Braghieri
- Michele Brambilla
- Claudio Borghi Aquilini
- Pietrangelo Buttafuoco
- Maurizio Cabona
- Matteo Carnieletto
- Mario Cervi
- Gian Marco Chiocci
- Chiara Clausi
- Andrea Cortellari
- Andrea Cuomo
- Tony Damascelli
- Francesco Damato
- Giuseppe De Bellis
- Fabrizio De Feo
- Osvaldo De Paolini
- Paolo Del Debbio
- Francesco Maria Del Vigo
- Luca Doninelli
- Niccolò Ellena
- Luigi Mascheroni
- Filippo Facci
- Adalberto Falletta
- Domenico Ferrara
- Roberto Festorazzi
- Marcello Foa
- Carlo Franza
- Clarissa Gigante
- Mario Giordano
- Alessandro Gnocchi
- Jacopo Granzotto
- Paolo Granzotto
- Giordano Bruno Guerri
- Luciano Gulli
- Paolo Guzzanti
- Marco Iacona
- Andrea Indini
- Massimo Introvigne
- Xavier Jacobelli
- Lucio Lami
- Giancarlo Lehner
- Thomas Leoncini
- Marco Lombardo
- Stefano Lorenzetto
- Carlo Lottieri
- Vittorio Macioce
- Ida Magli
- Maria Giovanna Maglie
- Massimo Malpica Orabona
- Fabio Marchese Ragona
- Giuseppe Marino
- Nicola Matteucci
- Gian Micalessin
- Morgan
- Giorgio Mulé
- Amedeo Nigra
- Fiamma Nirenstein
- Franco Ordine
- Piero Ostellino
- Massimiliano Parente
- Roberta Pasero
- Carlo Pelanda
- Riccardo Pelliccetti
- Giancarlo Perna
- Marco Pizzorno
- Paolo Cirino Pomicino
- Claudio Pompei
- Nicola Porro
- Andrea Pucci
- Gaetano Quagliariello
- Massimo Restelli
- Sandro Rinaldini
- Eugenia Roccella
- Cinzia Romani
- Diego Rubero
- Orlando Sacchelli
- Matteo Sacchi
- Alessandro Sallusti
- Roberto Scafuri
- Salvatore Scarpino
- Adalberto Signore
- Riccardo Signori
- Enrico Silvestri
- Vittorio Sgarbi
- Stenio Solinas
- Luca Telese
- Massimo Teodori
- Giorgio Torelli
- Salvatore Tramontano
- Marcello Veneziani
- Giorgio Vittadini
- Stefano Zecchi
- Stefano Vladovich
- Stefano Zurlo
- Marcello Zacché

## Le rubriche
Le rubriche pubblicate settimanalmente su il Giornale sono le seguenti:
- Lunedì: La lente sulla casa (di Corrado Sforza Fogliani), Radiogiornale (di Paolo Giordano), Il Gervaso di Pandora-Aforismi in Libertà (di Roberto Gervaso) e Il Punto Serie A (di Tony Damascelli);
- Martedì: I lapilli di Pompeo (di Pompeo Locatelli) e Box Office (di Cinzia Romani);
- Mercoledì: Teledico (di Laura Rio) e Una macchina chiamata corpo (di Corrado Bait, solo negli speciali Salute);
- Giovedì: La mostra della Settimana (di Carlo Franza), Strisce pedonali (di Massimo Ghenzer), FuoriSerie (di Matteo Sacchi) e Malati e Malattie (di Gloria Saccani Jotti);
- Venerdì: Retrobottega (di Andrea Cuomo), Mercati che fare (di Leopoldo Gasbarro), Teledico;
- Sabato: Zuppa di Porro (di Nicola Porro), Qui e Ora (di Karen Rubin), Rosso Malpelo (di Paolo Guzzanti), Lo Spillo (corsivo, non firmato), La vite è una cosa meravigliosa (di Andrea Cuomo, nell'inserto), #lavitaèsoltantounaquestionedistile (di Marchesa d'Aragona, nell'inserto), Un posto a teatro (di Stefania Vitulli);
- Domenica: L'articolo della domenica (di Francesco Alberoni), Il consiglio utile (di Oscar Grazioli), Biblioteca Liberale (di Nicola Porro), Tagli di Piombo (di Massimo Piombo), Il quadro di Sgarbi (di Vittorio Sgarbi), La bacchettata (di Giovanni Gavezzeni), L'arte della Tv (di Luca Beatrice).

## Gli inserti
Il Giornale, inoltre, offre ai suoi lettori diversi inserti e speciali ogni settimana.
-Controstorie: inserto in tre/quattro pagine dedicato a reportage da tutto il mondo, è pubblicato ogni due settimane, di solito il venerdì o la domenica.
-Controcorrente: inserto in sei/otto pagine dedicato all'approfondimento, all'inchiesta e a lunghe interviste. Si propone di approfondire e indagare giornalisticamente su temi generalmente ignorati dai quotidiani, seguendo un approccio alle notizie simile a quello dei settimanali. Viene pubblicato ogni lunedì.
-MiaEconomia: guida di tre pagine che approfondisce, ogni lunedì, i temi dell'economia e della finanza che più toccano i cittadini. Argomenti affrontati sono per esempio la protezione dei risparmi e le truffe.
-Stile: inserto di sei pagine, pubblicato ogni sabato, dedicato a temi più leggeri, come l'enogastronomia, la moda, il benessere.
-Controcultura: inserto di sei/otto pagine, in edicola la domenica, che approfondisce la cultura in tutti i suoi campi, dalla musica alla letteratura fino all'arte.
-Fuorigiri: inserto in due pagine, dedicato ai motori, pubblicato il mercoledì, il giovedì o il sabato, generalmente una volta a settimana. Viene curato da Pierluigi Bonora, già ideatore dell'omonimo blog online sul sito del quotidiano.
-Giornale di Bordo: pagina specializzata dedicata al mondo della nautica e della navigazione, pubblicata il martedì o il mercoledì. Viene curata da Antonio Risolo, già ideatore dell'omonimo blog online sul sito del quotidiano.
-AltaDefinizione: pagina specializzata dedicata alla tecnologia. Viene curata da Marco Lombardo, già ideatore dell'omonimo blog online sul sito del quotidiano. Generalmente, viene pubblicata il venerdì.
-Retrogusto: pagina dedicata al mondo della gastronomia e degli eventi culinari. Viene curata da Andrea Cuomo e pubblicata, generalmente, il venerdì.

## Diffusione
La diffusione di un quotidiano si ottiene, secondo i criteri di Accertamenti Diffusione Stampa (ADS), dalla somma di: Totale Pagata + Totale Gratuita + Diffusione estero + Vendite in blocco.

Dal 2021 ADS ha abbandonato la distinzione tra copia cartacea e copia digitale, che è stata sostituita dalla distinzione tra «vendite individuali» (copie pagate dall’acquirente) e «vendite multiple» (copie pagate da terzi).
| Anno | Diffusione |
| ---- | ---------- |
| 2023 | 29 278     |
| 2022 | 32 461     |
| 2021 | 39 029     |

| Anno | Totale diffusione (cartacea + digitale) | Diffusione cartacea | Tiratura |
| ---- | --------------------------------------- | ------------------- | -------- |
| 2020 | 46 387                                  | 44 393              | 98 384   |
| 2019 | 46 561                                  | 45 242              | 99 990   |
| 2018 | 55 096                                  | 53 625              | 112 100  |
| 2017 | 61 110                                  | 59 698              | 110 699  |
| 2016 | 73 160                                  | 71 446              | 125 801  |
| 2015 | 84 322                                  | 82 411              | 140 132  |
| 2014 | 99 984                                  | 97 795              | 163 167  |
| 2013 | 118 385                                 | 116 283             | 188 580  |

| Anno | Diffusione |
| ---- | ---------- |
| 2012 | 117 840    |
| 2011 | 155 455    |
| 2010 | 183 721    |
| 2009 | 184 882    |
| 2008 | 192 677    |
| 2007 | 203 897    |
| 2006 | 220 083    |
| 2005 | 208 143    |
| 2004 | 208 407    |
| 2003 | 214 341    |
| 2002 | 219 248    |
| 2001 | 228 144    |
| 2000 | 235 066    |
| 1999 | 228 310    |
| 1998 | 233 898    |
| 1997 | 234 230    |
| 1996 | 246 497    |
| 1995 | 234 830    |

Dati Ads - Accertamenti Diffusione Stampa

## InsideOver
Alla fine del 2013 il Giornale online s.r.l., società che edita ilGiornale.it, inizia la prima campagna di crowdfunding: ai lettori viene chiesto di scegliere se finanziare un reportage in Afghanistan o in Libia. In poche settimane viene raggiunto il budget prestabilito per entrambi i reportage. Da quel momento in poi vengono realizzati svariati reportage in tutto il mondo: dal Medio Oriente alle Americhe, dall'Asia all'Africa passando per l'Europa.
Questo modello di business ha iniziato ad attrarre l'interesse non soli di singoli donatori ma anche di organizzazioni internazionali in primis il Rotary International Club che ha finanziato due reportage: in Iraq sui Profughi Dimenticati e nella Repubblica democratica del Congo sulla violenza subita dalle donne.
Nel maggio 2016 Gli Occhi della Guerra si aggiudica il primo premio agli Inma Global Awards, il premio internazionale per il giornalismo innovativo, nella categoria Best Launch of a Brand or Product to create an Audience Segment.
Nel maggio 2019 il progetto de Gli Occhi della Guerra si evolve nel nuovo approfondimento di politica estera e reportage dell'edizione online de Il Giornale, denominato InsideOver. Dal febbraio 2021, InsideOver pubblica un magazine online in lingua inglese, monografico e dedicato all'approfondimento geopolitico e di politica estera in diversi scenari con la collaborazione di accademici e studiosi di fama internazionale. Sulle colonne hanno scritto autori come Abraham Yehoshua, David Abulafia, Parag Khanna, David Quammen e George Friedman.

### Di carattere generale
- Mario Cervi e Gian Galeazzo Biazzi Vergani, I vent'anni del "Giornale" di Montanelli. 25 giugno 1974 - 12 gennaio 1994, Milano, Rizzoli, 1994.
- Mario Cervi e Luigi Mascheroni, Gli anni del piombo. L'Italia fra cronaca e storia, Milano, Mursia, 2009.
- Vittorio Feltri e Stefano Lorenzetto, Il Vittorioso. Confessioni del direttore che ha inventato il gioco delle copie, Venezia, Marsilio, 2010.
- Sandro Gerbi e Raffaele Liucci, Indro Montanelli. Una biografia (1909-2001), Milano, Hoepli, 2014.
- Alberto Mazzuca, Penne al vetriolo. I grandi giornalisti raccontano la Prima Repubblica, Bologna, Minerva, 2017, ISBN 978-88-738-1849-6.
- Indro Montanelli, La stecca nel coro. 1974-1994: una battaglia contro il mio tempo, Milano, Rizzoli, 1999.
- Indro Montanelli, Soltanto un giornalista. Testimonianza resa a Tiziana Abate, Milano, Rizzoli, 2002, ISBN 88-17-12991-7.
- Marcello Staglieno, Il Giornale 1974-1980, Milano, Società Europea di Edizioni, 1980.

### Libri sui rapporti fra Silvio Berlusconi e Indro Montanelli
- Giancarlo Mazzuca, Indro Montanelli: la mia "Voce". Storia di un sogno impossibile raccontata da Giancarlo Mazzuca, Milano, Sperling & Kupfer, 1995, ISBN 978-88-20-01904-4.
- Federico Orlando, Il sabato andavamo ad Arcore. La vera storia, documenti e ragioni, del divorzio tra Berlusconi e Montanelli, Bergamo, Larus, 1995, ISBN 978-88-77-47954-9.
- Federico Orlando, Fucilate Montanelli. Dall'assalto al «Giornale» alle elezioni del 13 maggio, Roma, Editori Riuniti, 2001, ISBN 978-88-35-95076-9.
- Il manganello di Berlusconi e la borghesia vile (pubblicato su La Primavera di MicroMega, anno 2001 n. 2, pagine 3-9). Dialogo fra Indro Montanelli e Curzio Maltese.
- Marco Travaglio, Montanelli e il Cavaliere. Storia di un grande e di un piccolo uomo, Milano, Garzanti, 2004, ISBN 88-11-60034-0; con un nuovo saggio introduttivo, Milano, Garzanti, 2009.
- Marcello Staglieno, Montanelli. Novant'anni controcorrente, Milano, Mondadori, Milano, 2001, ISBN 978-88-04-50481-8.